# Vespa usta
Vespa usta är en getingart som beskrevs av Licht 1796. Vespa usta ingår i släktet bålgetingar, och familjen getingar. Inga underarter finns listade i Catalogue of Life.